# Hans Riegelsen
Hans Riegels (født 15. juli 1712 i Nakskov, død 9. januar 1770 i Øllingsøgaard, Græshave Sogn) var en dansk justitsråd. Han blev gift med godsejerdatteren Bodil Birgitte Flindt, der bl.a. blev mor til sønnerne Andreas Riegels, Jacob Riegels og Niels Ditlev Riegels. 